# Ida Busbridge
Ida Winifred Busbridge (1908-1988) est une mathématicienne britannique qui a enseigné à l'Université d'Oxford de 1935 à 1970. Elle a été la première femme à être nommée à obtenir une bourse d'Oxford en mathématiques. 

## Vie et carrière
Ida Busbridge effectue ses études au Christ's Hospital puis a étudié les mathématiques au Royal Holloway College de Londres, où en 1929, elle est l'élève la mieux classée aux examens finaux de mathématiques pour l'ensemble de l'université de Londres et obtient le prix Lubbock. Elle réalise une maîtrise avec mention à l'université de Londres, puis commence sa carrière d'enseignante à Oxford, où elle est nommée « tutor » en 1935, c'est-à-dire enseignante, profession qu'elle exerce auprès des étudiantes de licence de cinq collèges féminins, tout en préparant un doctorat sous la direction d'Edward Charles Titchmarsh. 
Pendant la Seconde Guerre mondiale, elle continue à enseigner les mathématiques, mais participe à l'effort de guerre en formant des physiciens et des ingénieurs de l'université d'Oxford, avec quelques collègues, alors que d'autres sont réquisitionnés pour le service militaire. C'est également une période durant laquelle les femmes sont proportionnellement plus nombreuses en études de licence que les hommes. Elle est nommée fellow, c'est-à-dire enseignante-chercheuse au St Hugh's College en 1946. 
Les travaux de Busbridge comprennent des études sur les équations intégrales et le transfert radiatif. Elle participe à des commissions scientifiques de l'université, notamment celle qui produit le rapport Teaching of Calculus in schools (1954) et l'Analysis Committee Report on Analysis (Course 1, en 1957, et Course II, en 1962). Elle prend sa retraite académique en 1970 et meurt en 1988.

## Hommages et distinctions
En 1962, l'université d'Oxford lui décerne un doctorat en sciences (D.Sc). Elle est élue membre de la Royal Astronomical Society et présidente de la Mathematical Association (en) en 1964.

## Publications
- I. W. Busbridge, « Oxford Mathematics and Mathematicians », Mathematical Institute, University of Oxford, août 1974 (consulté le 11 janvier 2015)